# Actia nigriventris
Actia nigriventris là một loài ruồi trong họ Tachinidae.